# 莊憲祖
莊憲祖（1615年—？），號栩庵，直隸河間府景州東光縣人，民籍，明朝、清朝政治人物。

## 生平
崇禎三年（1630年）庚午科順天鄉試第六十七名舉人，十年（1637年）中式丁丑科會試第二百四十九名，三甲第一百九十一名進士。兵部觀政，授大理寺右評事，十三年（1640年）恤刑江北，十五年（1642年）升戶部浙江司主事。
明亡仕清，順治元年（1644年）起為禮部郎中，二年（1645年）七月改吏科給事中，八月交章論劾馮銓、孫之獬、李若琳，被攝政王多爾袞在重華殿斥責不改明末黨同伐異陋習。三年（1646年）三月升戶科右給事中，因新進士授職一事，被指與吏科都給事中向玉軒結黨，被逮下獄，罷職為民。九年（1652年）十一月獲薦起復，但不再出仕。
《東光縣志》記載，莊憲祖好直言，不避權貴，工書善文，然好食狗肉，求書者必攜狗肉與酒食，飮之醉後即書，人乘其醉攫藏之，醒則不能得也。至今藏其書者，以為至寶。著有《栩庵先生遺稿》。

## 家族
曾祖莊敬，嘉靖十六年舉人；祖父莊鵬舉，清源縣知縣；父莊有儀，平度州同知。